# Movimento de Libertação do Povo Gambela
O Movimento de Libertação do Povo Gambela (em inglês:  Gambela People's Liberation Movement, abreviado GPLM) foi um grupo rebelde na região de Gambela, na Etiópia. Foi fundado por dissidentes anuakes durante o regime do Derg. A organização permaneceu dominada pelos anuakes  e Agwa Alemu foi presidente.

## Fundação
O Movimento de Libertação do Povo Gambela surgiu de uma facção da antiga Frente de Libertação de Gambela. O grupo que formaria o Movimento de Libertação do Povo Gambela foi apoiado pelo governo sudanês e vinculado à Frente de Libertação Oromo. A facção adotou o nome Movimento de Libertação do Povo Gambela em 1985. Suas guerrilhas operavam a partir de bases no Sudão.
Na época de sua fundação, o Movimento de Libertação do Povo Gambela tinha o objetivo declarado de libertar Gambela da dominação dos  montanheses (ou seja, povos amharas, tigrínios e oromos). Além disso, o movimento conceituou as invasões territoriais nueres em Gambela como uma questão nacional, ou seja, como um conflito entre etíopes e não cidadãos. O Movimento de Libertação do Povo Gambela rotulou os nueres como "estrangeiros", fazendo referência à fronteira de 1902 que colocou a maioria dos nueres em território sudanês.

## Guerra contra o Derg
O regime do Derg rotulou o Movimento de Libertação do Povo Gambela como wonbede ('bandidos'). Este discurso, que insinuava que os anuakes como um todo eram foras da lei e não confiáveis, teve o efeito de cimentar a resistência coletiva dos anuakes ao Derg (o que, por sua vez, levou os Nuer a fortalecerem a sua aliança com o Derg). Na segunda metade da década de 1980, o Movimento de Libertação do Povo Gambela começou a atacar colonos e funcionários públicos em Gambela.
Na guerra contra o regime Derg, o Movimento de Libertação do Povo Gambela se aliaria à Frente Democrática Revolucionária do Povo Etíope, juntando-se à ofensiva conjunta anti-Derg no oeste da Etiópia em 1989. No entanto, a aliança teve um começo difícil. O discurso do Movimento de Libertação do Povo Gambela sobre os 'montanheses' diferia dos outros movimentos etno-nacionalistas, cujo discurso se concentrava especificamente na dominação amhara.

## Período transitório
Em 16 de Maio de 1991, as forças do Movimento de Libertação do Povo Gambela e da Frente Democrática Revolucionária do Povo Etíope capturaram Gambela, derrotando as forças do Derg e do Exército de Libertação do Povo do Sudão. O Movimento de Libertação do Povo Gambela dominaria a política de Gambela durante o período de transição de 1991-1994. Após a vitória sobre o regime do Derg, o governo regional em Gambela foi entregue ao movimento,  que participou da Conferência Nacional de 1991. Durante o período de transição, teve dois delegados no Conselho de Representantes. Em julho de 1992, o líder do Movimento de Libertação do Povo Gambela Agwa Alemu foi morto por suas próprias tropas.
O período de transição em Gambela foi marcado pela violência étnica entre anuakes e nueres. Diz-se que os combatentes anuakes do Movimento de Libertação do Povo Gambela usavam uma magia chamada kunjur, supostamente tornando-os à prova de balas, e que muitos jovens anuakes juntaram-se ao movimento, impressionados com a força do kunjur.
As relações entre o Movimento de Libertação do Povo Gambela e a Frente Democrática Revolucionária do Povo Etíope continuaram complicadas. O movimento não se tornou um associado da Frente Democrática Revolucionária do Povo Etíope. Sua ambição era se tornar uma força hegemônica na política de Gambela, uma aspiração que a Frente Democrática Revolucionária do Povo Etíope não aceitaria. O governo ordenou uma desmobilização das forças dos combatentes do movimento em 1992, o que levou a confrontos na capital regional. As forças do Movimento de Libertação do Povo Gambela recuaram para Pochalla, Sudão (agora parte do Sudão do Sul), onde permaneceram por meses até que um acordo fosse alcançado. Como parte do acordo, os combatentes do grupo rebelde foram integrados ao exército nacional.

## Fusão
Em 1995, sob pressão do governo federal, o Movimento de Libertação do Povo Gambela foi renomeado como Partido de Libertação do Povo de Gambela. Em 1998, o governo federal pressionou este partido a se fundir com o Partido da Unidade Democrática do Povo de Gambela, dominado pelos nueres, formando a Frente Democrática do Povo de Gambela. Os anuakes, descontentes com esta fusão, formaram o Congresso Democrático do Povo de Gambela.

## Nota
- Este artigo foi inicialmente traduzido, total ou parcialmente, do artigo da Wikipédia em inglês cujo título é «Gambela People's Liberation Movement».